# Avatar: The Last Airbender – The Rift
Avatar: The Last Airbender - The Rift é uma história em quadrinhos norte-americana publicada pela editora Dark Horse em 2014. Foi escrito por Gene Luen Yang e ilustrado por Gurihiru. É baseada na série animada Avatar: The Last Airbender e sucede a graphic novel The Search.

## Sinopse
O Avatar Aang e seus amigos homenageiam um feriado dos Nômades do Ar que não é comemorado há mais de cem anos, mas quando visitas enigmáticas do espírito do Avatar Yangchen levam Aang a uma refinaria que opera em uma terra sagrada para os Dominadores de Ar, eles logo se encontram em perigo quando um um espírito antigo perigosamente poderoso desperta com vingança e destruição em sua mente!

## Produção
Gurihiru afirmou que "quando nós começamos a escrever 'The Rift', um dos fios pendentes da série original é o de o que aconteceu a Toph e seus pais. Eles nunca se reconciliaram - nunca vimos a reconciliação.", declarando que isso era algo que a equipe queria trabalhar nos quadrinhos.

## Publicação
A primeira edição foi publicada em 5 de março de 2014, a segunda em 2 de julho e a terceira em 5 de novembro do mesmo ano. Uma versão encadernada com todas as edições foi lançada em 11 de fevereiro de 2015, contabilizando 240 páginas.
A primeira parte da história estreou em primeiro lugar na lista do New York Times de Best Sellers de 8 de março de 2014.

## Recepção
Para o site Multiversity Comics, Mark Tweedale, fez uma análise da primeira edição. Ele elogia a forma como Gene Luen Yang trabalha a personagem Toph: "Gene Yang entende Toph de uma forma que eu como fã não posso deixar de sentir que ela deve ser uma de suas favoritas, se não a sua personagem favorita". Em uma observação geral, ele diz que "o primeiro volume está montando muitos conflitos interessantes, especialmente entre Toph e Aang, o que significa que, mesmo em oitenta páginas, ainda parece muito curto".